# غيشاوة (المزارعة)
غيشاوة هو دُوَّار يقع بجماعة أولاد صباح، إقليم برشيد، جهة الدار البيضاء سطات في المملكة المغربية. ينتمي الدوّار لمشيخة المزارعة التي تضم 11 دوار. يقدر عدد سكانه بـ 418 نسمة حسب الإحصاء الرسمي للسكان والسكنى لسنة 2004.

## روابط خارجية
- البوابة الوطنية للجماعات الترابية نسخة محفوظة 12 مارس 2018 على موقع واي باك مشين.
- المندوبية السامية للتخطيط